# Neoscirula theroni
Neoscirula theroni är en spindeldjursart som beskrevs av Den Heyer 1977. Neoscirula theroni ingår i släktet Neoscirula och familjen Cunaxidae. Inga underarter finns listade i Catalogue of Life.